# Dominique Paravel
Dominique Paravel, née en 1955, est une écrivaine française.

## Œuvres
- Nouvelles vénitiennes, Serge Safran éditeur, 2011, prix Thyde Monnier de la Société des gens de lettres, prix de la Nouvelle de la Femme Renard Lauzerte, prix du 1er recueil de nouvelles lors de la Fête de la nouvelle au château de Chamerolles[1]
- Uniques, Serge Safran éditeur, 2013
- Giratoire, Serge Safran éditeur, 2016, prix Cazes / brasserie Lipp 2016[2]